# Lobochilotes labiatus
Lobochilotes labiatus és una espècie de peix de la família dels cíclids i de l'ordre dels perciformes.

## Morfologia
- Els mascles poden assolir 36,8 cm de longitud total.[4][5]

## Alimentació
Menja mol·luscs bivalves, crancs i d'altres invertebrats.

## Depredadors
És depredat per Perissodus microlepis i Plecodus straeleni.

## Hàbitat
Viu en zones de clima tropical entre 24 °C-27 °C°C de temperatura.

## Distribució geogràfica
Es troba a Àfrica: és una espècie de peix endèmica del llac Tanganyika.